# Trädsvala
Trädsvala (Tachycineta bicolor) är en nordamerikansk fågel i familjen svalor inom ordningen tättingar.

## Kännetecken

### Utseende
Trädsvalan är en medelstor (12-14 centimeter) relativt bredvingad svala med grunt kluven stjärt. Den är alltid vit under och mörk ovan: adult hane metalliskt blågrön, honan med brunare inslag. Vingpennor är svarta, likaså en mask över ögat. Ungfågeln är genomgående brun ovan och ljus under, ibland med ett svagt bröstband.

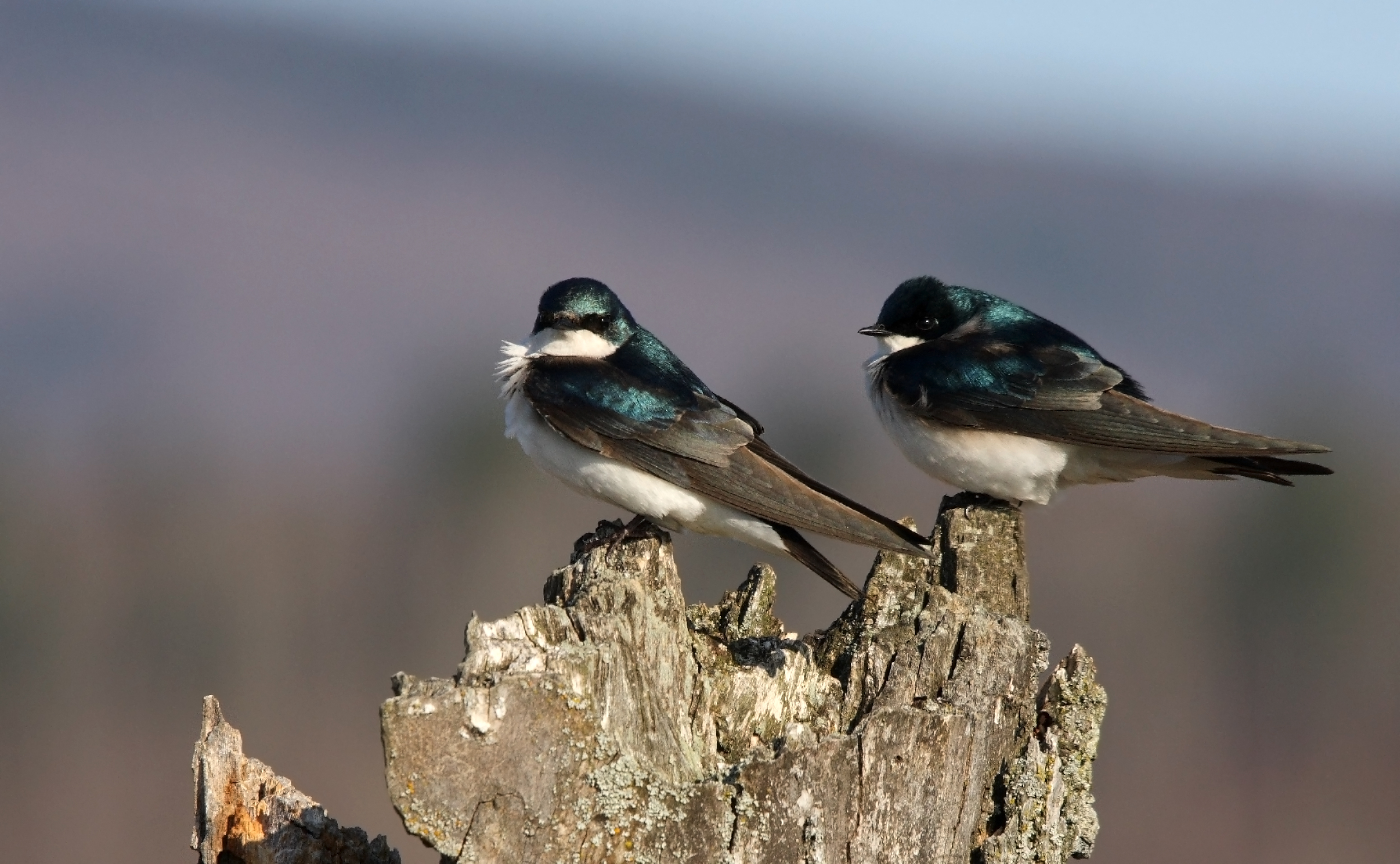
Adult.

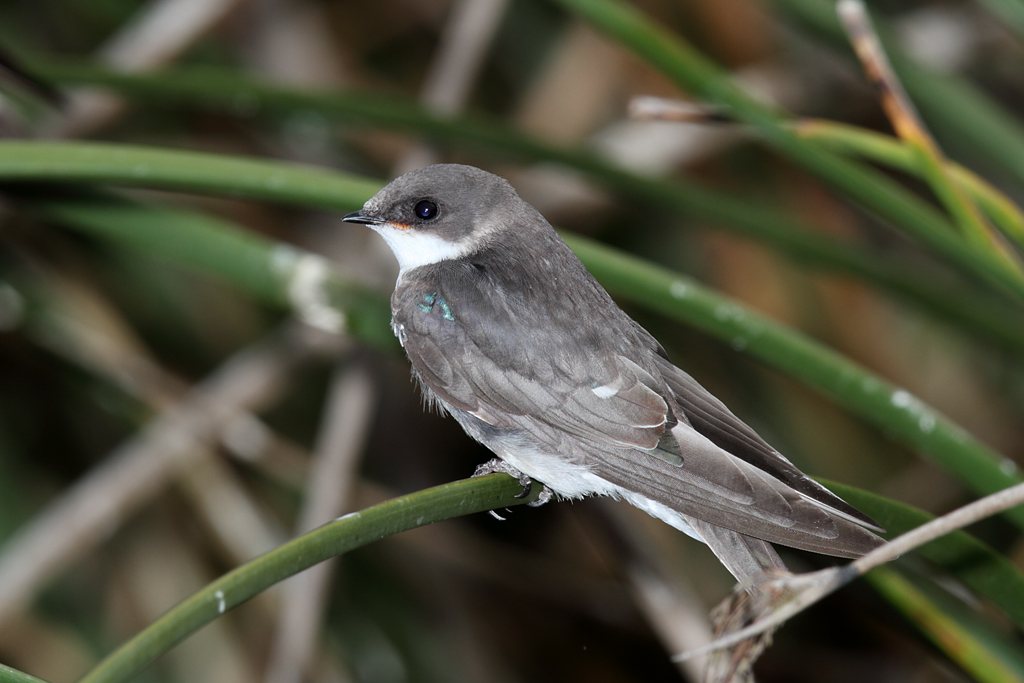
Ungfågel.

### Läten
Sången består av upprepade serier med klara och behagliga visslade toner. Lätet är ett ljust fylligt tjirpande eller kvittrande.

## Utbredning
Fågeln häckar i stora delar av norra Nordamerika, från Alaska till södra USA. Den flyttar så långt söderut som till norra Sydamerika, men övervintrar längre norrut än alla andra amerikanska svalarter. Trädsvalan är en mycket sällsynt gäst i Europa, med sju fynd från Azorerna, två från Storbritannien 1990 och 2002 samt ett från Island 2012.

## Levnadssätt
Trädsvalan är en social fågel som efter häckning och vintertid samlas i stora flockar med flera hundra tusen individer. Jämfört med andra amerikanska svalarter glider den mer i flykten.

### Häckning
Trädsvalan påträffas i öppen terräng med fält eller våtmarker, oftast nära vatten. Ursprungligen häckar den i trädhålor, därav namnet, men även gärna i av människan konstruerade svalholkar. Honan lägger en till två kullar med fyra till sju ägg. Även under häckning är fågeln social.

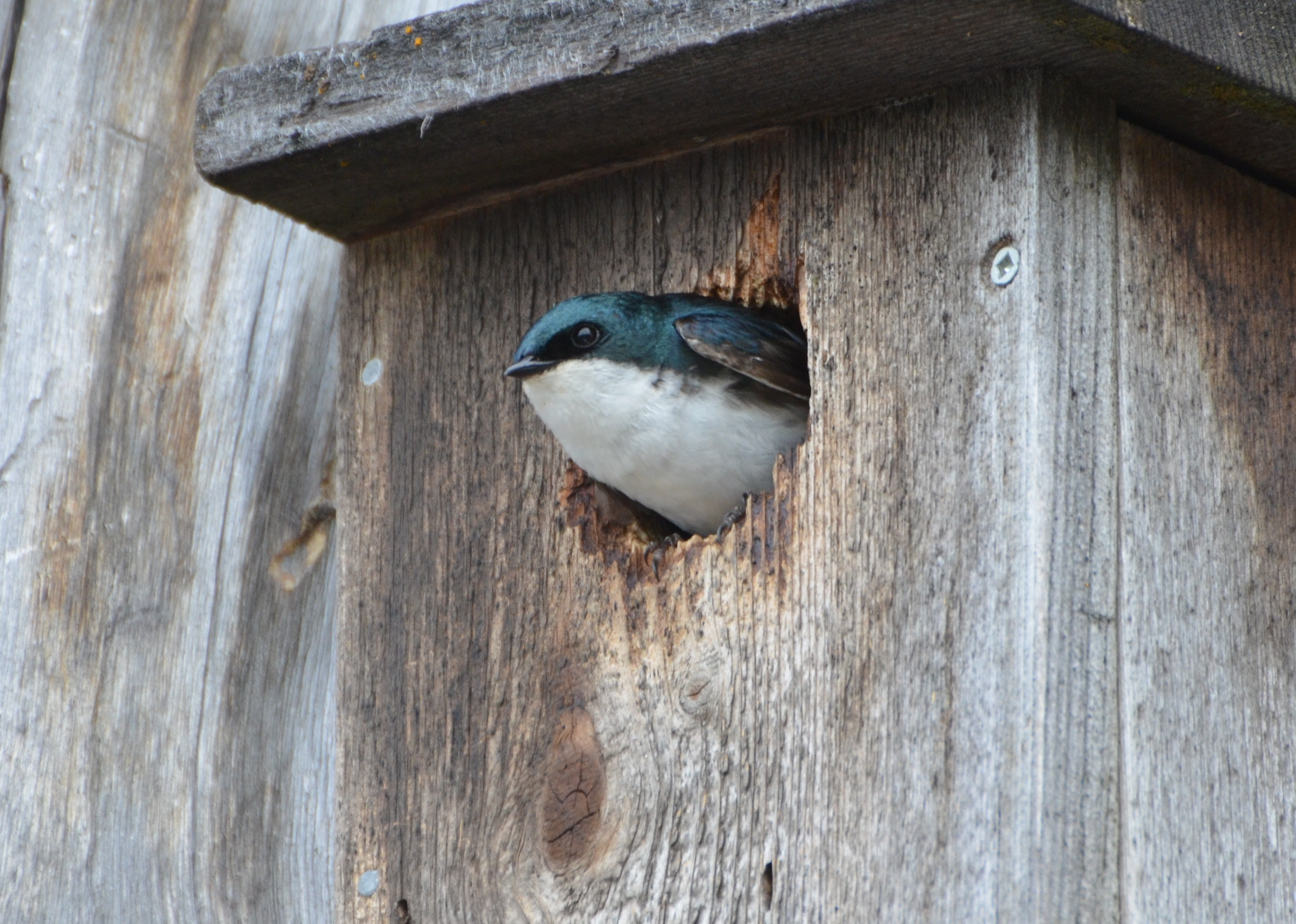
Trädsvalan häckar gärna i holkar.

### Föda
Trädsvalan livnär sig främst av insekter som den fångar i luften, oftast inte mer än 40 meter över marken. När födotillgången är dålig kan den dock även äta växtföda. Under häckningstid intar den också kalciumrika fiskben, kräftdjursskal, äggskal och musselskal.

## Status
Trädsvalan är en vanlig fågel och IUCN kategoriserar arten som livskraftig. Studier visar dock att den minskat med 49% mellan 1966 och 2014, framför allt i västra och östra delen av utbredningsområdet. En orskak tros vara minskad tillgång på trädhål för häckning. Värdspopulationen uppskattas till 17 miljoner par.